# 227147 Coggiajerome
227147 Coggiajerome este o planetă minoră (asteroid) din centura de asteroizi. A fost descoperită pe 10 august 2005 la Vicques⁠(d) de Michel Ory⁠(d). 
Obiectul prezintă o orbită caracterizată de o semiaxă mare de 2,3909853990949 UAi, o excentricitate de 0,19429959728529, o înclinație de 3,5342083077942 ° în raport cu ecliptica.